# U&W
U&Wは、UKTV チャンネル ネットワークの一部として BBC Studios が所有する英国の 無料放送 テレビ チャンネルです。
もともと 2008 年 10 月 7 日に「Watch」として開始され、2022 年まで 有料テレビ チャンネルでした。 2016 年 2 月 15 日、チャンネルは W にブランド変更されました。 このチャンネルでは現在、犯罪、ドラマ、ゲーム番組、ドキュメンタリーを放送しています。